# Andrej Jurjevič Okuňkov
Andrej Jurjevič Okuňkov (rusky Андрей Юрьевич Окуньков; * 26. července 1969 Moskva, Ruská SSR, SSSR) je ruský matematik. Zabývá se především teorií reprezentace a jejími aplikacemi v oblastech algebraické geometrie, matematické fyziky, teorie pravděpodobnosti a teorie speciálních funkcí. Je nositelem Fieldsovy medaile za rok 2006.